# ヨゼフ・パーレニーチェク
ヨゼフ・パーレニーチェク（ チェコ, 1914年7月19日 − 1991年3月7日）は、チェコのピアニスト、作曲家。

## 経歴
ボスニアのトラヴニクに生まれる。幼少時からピアノに親しみ、11歳のときオロモウツで初舞台を踏んだが、演奏活動を本格化させるのは1935年からである。1927年から1936年までカレル・ホフマイスターにピアノを師事し、作曲をオタカール・シーンとノヴァークに学んだ。この間の1935年にスメタナ三重奏団（後にチェコ三重奏団）を結成している。1936年からは奨学金を得てエコールノルマル音楽院に留学し、ディラン・アレクサニアンとピエール・フルニエに室内楽を師事した。また、このときにアルフレッド・コルトーの知遇を得、アルベール・ルーセルにも個人的に作曲を習っている。
第二次世界大戦後は、ヨーロッパ、日本、中央アメリカから南アメリカまで演奏活動を行い、1962年にはリオデジャネイロ、1967年にはモントリオールでマスター・クラスを開いた。1962年以来プラハ芸術アカデミーのピアノ科と室内楽科の教授を務めた。1991年、プラハにて没。
作曲家としては、3つのピアノ協奏曲やオラトリオ《人間についての歌》など、数多くの作品が残されているという。